# Procambarus pogum
Procambarus pogum, the bearded crayfish or bearded red crayfish, là một loài tôm sông trong họ Cambaridae. Nó là loài đặc hữu của the Houlka–Tibbie Creek basin in Chickasaw County và Oktibbeha County, Mississippi, and is listed as Data Deficient on the Sách Đỏ IUCN, having only been recorded once since its original description.